# Lough Ree

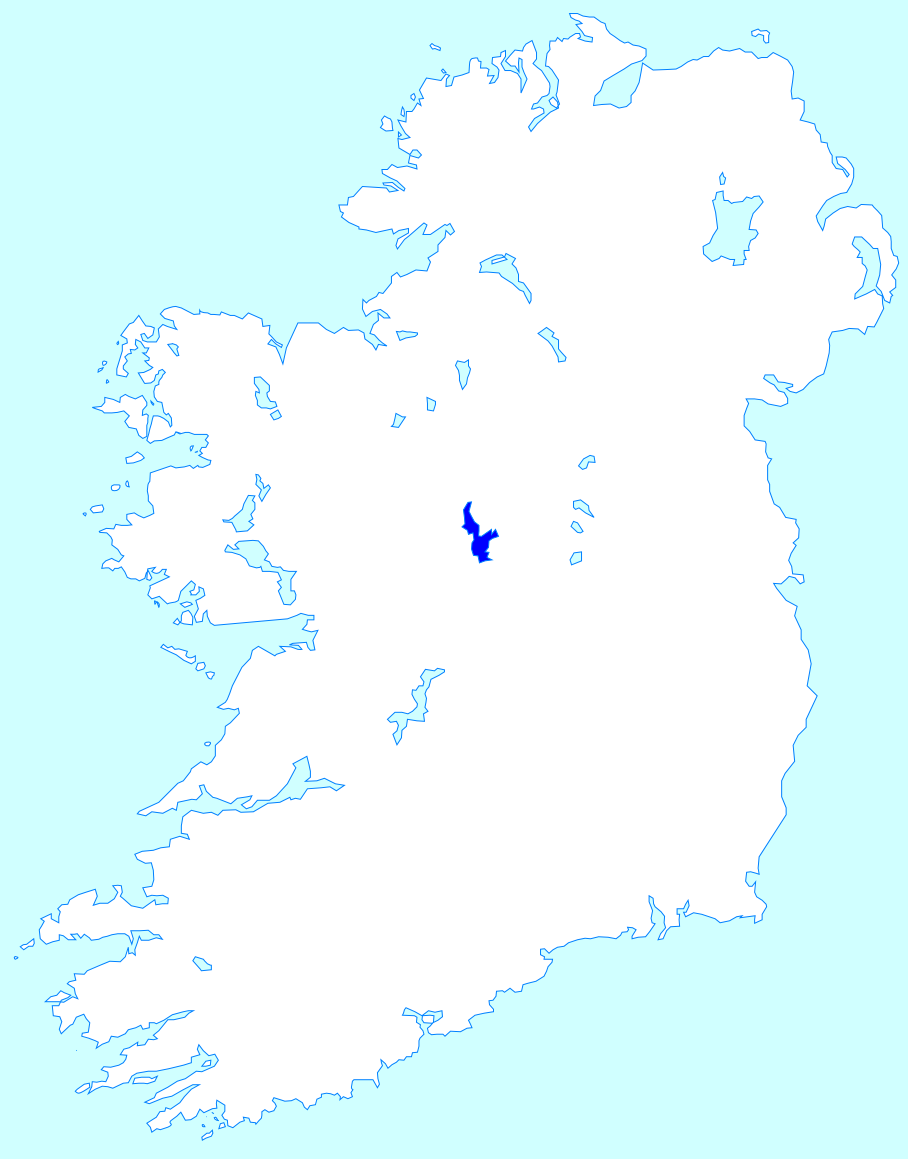
Lough Ree.

Lough Ree (iriska: Loch Rí, kungens sjö) är en sjö i centrala Irland, den näst största av de tre betydande sjöarna längs floden Shannon. De två andra sjöarna är Lough Allen i norr och Lough Derg i söder. Sjön ligger på gränsen mellan grevskapen Longford och Westmeath och i öster mot Roscommon. Sjön är även en populär fiske- och båtsjö. 